# María Fadrique
María Fadrique (1370-1395) fue la condesa Salona en la Grecia franca desde 1382 hasta 1394 bajo la regencia de su madre. Era la única hija de Luis Fadrique y Helena Asanina Cantacucena, y pariente de los déspotas de Morea y de los emperadores bizantinos.
Después de la muerte de su padre en 1382 heredó el condado, y fue comprometida en matrimonio con Bernardo de Rocaberti. Sin embargo, Rocaberti abandonó Grecia poco después y rompió el compromiso. Nerio I Acciaioli, señor de Corinto le propuso a su madre casarla con su cuñado Pietro Saraceno, señor de Eubea, pero Helena se negó y la comprometió con el noble serbio Esteban de Farsalo, hijo de Simeón Uroš, déspota de Epiro. Sin embargo, el rey Pedro IV de Aragón escribió a Helena el 17 de agosto de 1386 y le reprochó por haber intentado casar a su hija con un extranjero. Nerio reaccionó atacando Salona y luego conquistó el Ducado de Atenas, donde se proclamó duque. María y su madre Helena opusieron fuerte resistencia y mantuvieron su poder en Salona durante seis años más. En 1394 Salona fue conquistada por el sultán otomano Beyazid I, y tanto María como su madre entraron en el harén del sultán. María murió al año siguiente. 